# واترپروف (لوئیزیانا)
واترپروف (به انگلیسی: Waterproof) شهری در ایالت لوئیزیانا کشور ایالات متحده آمریکا است که جمعیت آن در سرشماری سال ۲۰۱۰ میلادی، ۶۸۸ نفر بوده‌است.